# Kikuyuglasögonfågel
Kikuyuglasögonfågel (Zosterops kikuyuensis) är en fågel i familjen glasögonfåglar inom ordningen tättingar. Den är endemisk för Kenya.

## Utseende och läte
Kikuyuglasögonfågel är en liten tätting med vass näbb. Den är olivgrön på ryggen och gul undertill med brett olivgrönt på flankerna. Runt ögat syns mycket stora vita glasögon. Sången består av en dämpad och pratig serie med "chew"-toner. Bland lätena hörs ett ljust stigande skallrande ljud, tjattrande toner och "chew"-toner som de i sången.

## Utbredning och systematik
Fågeln förekommer i centrala Kenya (Aberdarebergen och Mount Kenya). Den betraktades tidigare som en underart till Zosterops poliogastrus (Z. poliogastrus) och vissa gör det fortfarande.

## Levnadssätt
Kikuyuglasögonfågeln hittas i höglänta områden, i bergsskog, skogsbryn, plantage, lummiga trädgårdar och buskmarker. Den ses vanligen i par eller mycket aktiva flockar.

## Status
Trots det begränsade utbredningsområdet och att den tros minska i antal anses beståndet vara livskraftigt av internationella naturvårdsunionen IUCN. 

## Namn
Fågelns vetenskapliga och svenska namn syftar på folkgruppen Kikuyu i centrala Kenya där arten förekommer.